# Chosen ones
Chosen Ones var en motorcykelklubb bildad i Stockholm 1998 av Essa Sallah Kah med ursprung från Gambia, Afrika.
De anses stå nära Hells Angels. År 2007 uppgick medlemsantalet till drygt ett dussintal, enligt Rikskriminalens kartläggning. Sallah Kah var i princip den ende kvarvarande ursprungsmedlemmen, medan övriga ersatts av kriminella från Stockholms södra förorter, de flesta födda i mitten av 1980-talet. Essa Sallah Kah är straffad för en lång rad brott, däribland människorov, misshandel, narkotikabrott, grovt häleri med mera. Övriga medlemmar är också till övervägande delen straffade för grov brottslighet.  Chosen Ones finns i Stockholm Göteborg Malmö Örebro & Oslo 